# Rancho de González, Chihuahua
Rancho de González är en ort i Mexiko.   Den ligger i kommunen Cusihuiriachi och delstaten Chihuahua, i den nordvästra delen av landet, 1 300 km nordväst om huvudstaden Mexico City. Rancho de González ligger 2 111 meter över havet och antalet invånare är 143.
Terrängen runt Rancho de González är huvudsakligen platt, men åt sydväst är den kuperad. Runt Rancho de González är det mycket glesbefolkat, med 4 invånare per kvadratkilometer. Närmaste större samhälle är Tajirachi, 19,8 km sydväst om Rancho de González. Trakten runt Rancho de González består i huvudsak av gräsmarker.